# ヴァージン諸島国立公園

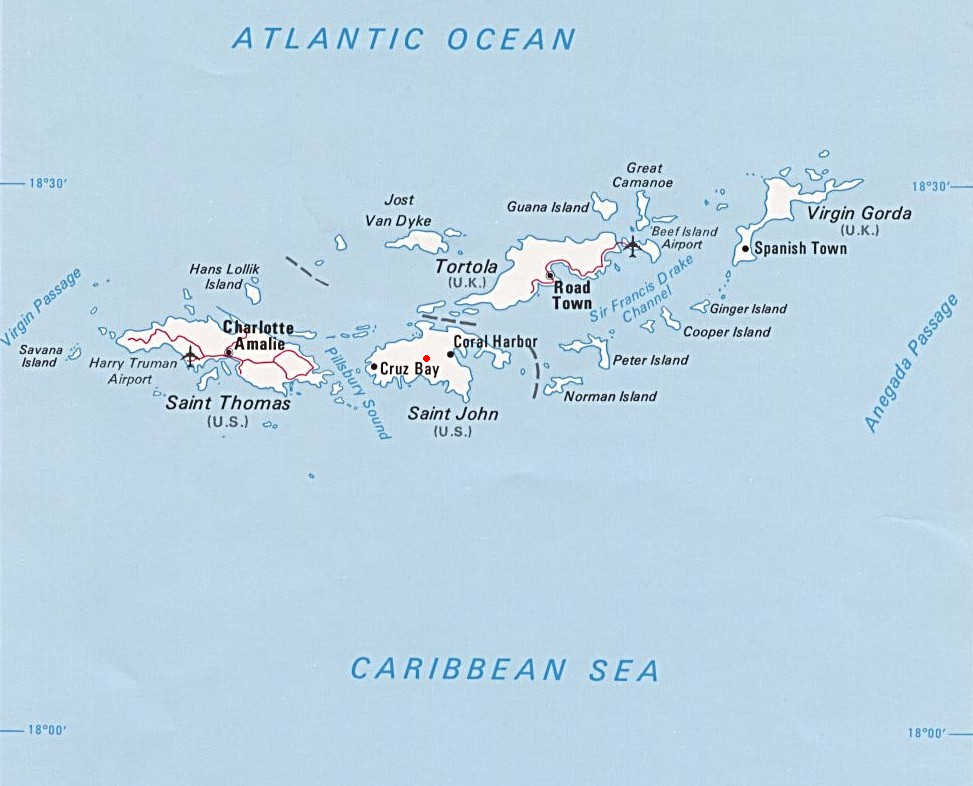
ヴァージン諸島国立公園の位置

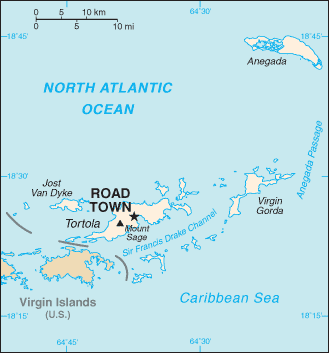

ヴァージン諸島国立公園（ヴァージンしょとうこくりつこうえん、英語: Virgin Islands National Park）は、米国の国立公園。

## 概要
米国領ヴァージン諸島の1つセント・ジョン島（Saint John）のおよそ60%を占める。スキューバ・ダイビングとシュノーケリングで有名で、熱帯雨林を通る長いハイキング道がある。公園の面積は59 km2（14,689 エーカー）である。ローレンス・ロックフェラーはこの地を訪れ、信じられないほど美しいと考えた。ロックフェラーは、この地を購入し、連邦政府に寄付し、1956年の8月2日に米国で29番目の国立公園になった。

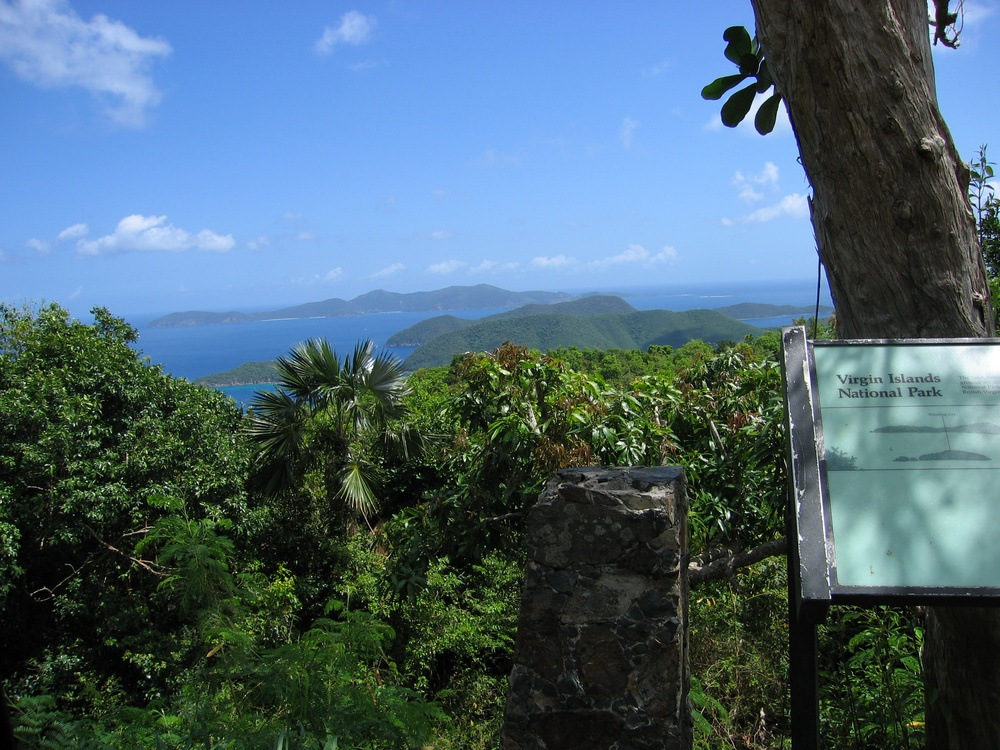
センターライン・ロード（Centerline Road）展望台から北方を望む

セント・トーマス島のレッド・フック（Red Hook）とシャーロット・アマリー（Charlotte Amalie）からフェリーが、公園の近くのセント・ジョン島のクルーズ湾（Cruz Bay）に停まる。フェリー港から歩いてすぐのところにビジター・センターがある。年間の訪問者数は700,000人から800,000人前後である（2006年は、677,289人）。
ヴァージン諸島国立公園のもっとも有名なアトラクションの1つはトランク湾（Trunk Bay）で、白い砂浜と海中のシュノーケリング用通路がある。
相応の準備があれば、シュガー・プランテーションの廃墟が散在するシナモン湾自然歩道（Cinnamon Bay Nature Trail）とボルドー山歩道（Bourdeaux Mountain Trail）を横断することができる。ボルドー山歩道は、海抜389 m（1,277 フィート）のボルドー山という島の最高地点に続き、そこからの風景は「天国から見るに違いない風景」と表現するのが最も適切である。しかし、最も人気のあるハイキングコースは、リーフ湾歩道（Reef Bay Trail）である。この道では、周囲の森林の美、砂糖工場の名残、歴史的な価値のある岩面彫刻、湧水滝と澄んだ水を見ることができ、休んでリラックスすることもできれば、ジェンティ湾（Genti Bay）でシュノーケリングすることもできる。
来園者は公園の近くだが、公園外のセント・ジョン島に宿泊することができる。あるいは公園内のキャンプ場に宿泊することもできる。キャンプ場は、シナモン湾（Cinnamon Bay）にあり、様々な癒しを与えてくれる。
また、ヴァージン諸島国立公園は、2、3のセント・トーマス島の孤立した場所だけでなく、シャーロット・アマリー港の沖合のハッセル島も含んでいる。

## 公園の目玉
公園の主な目玉はサンゴ礁と海で、ほとんど完全に公園を取り囲んでいる。新しいサンゴ種が古いものにとってかわりつつあるため、サンゴ礁は急速に変わりつつある。例えば、2006年エルクホーンサンゴとシカツノサンゴがヴァージン諸島に導入された。もうひとつの重要な目玉は熱帯雨林である。熱帯雨林には、公園のほとんどの動植物がいる。動植物がヴァージン諸島国立公園が有名な理由で、140種の鳥類、302種の魚類、7種の両生類、22種の哺乳類、740種の植物が生息する。コウモリが島固有の唯一の哺乳類である。野生のロバとカニがそれ以外に良く見られる動物である。
他にはタートルグラスの藻場やマングローブ、湿地、塩湖がある。1976年に国立公園と周辺の海域はユネスコの生物圏保護区に指定されたが、2017年に同国内の他16か所と共に登録が撤回された。

## 気候
公園の気候は亜熱帯である。年間降水量は 1,397 mm（55 インチ）。冬季は、11から21ノットの貿易風が吹く。平均気温は 26.1℃（79°F）。植物の優占種は乾燥熱帯森林の植物である。

## 観光シーズン
公園を訪れるのにもっとも適しているのは12月から4月で、この時期は天気もよく、海水温も暖かい。

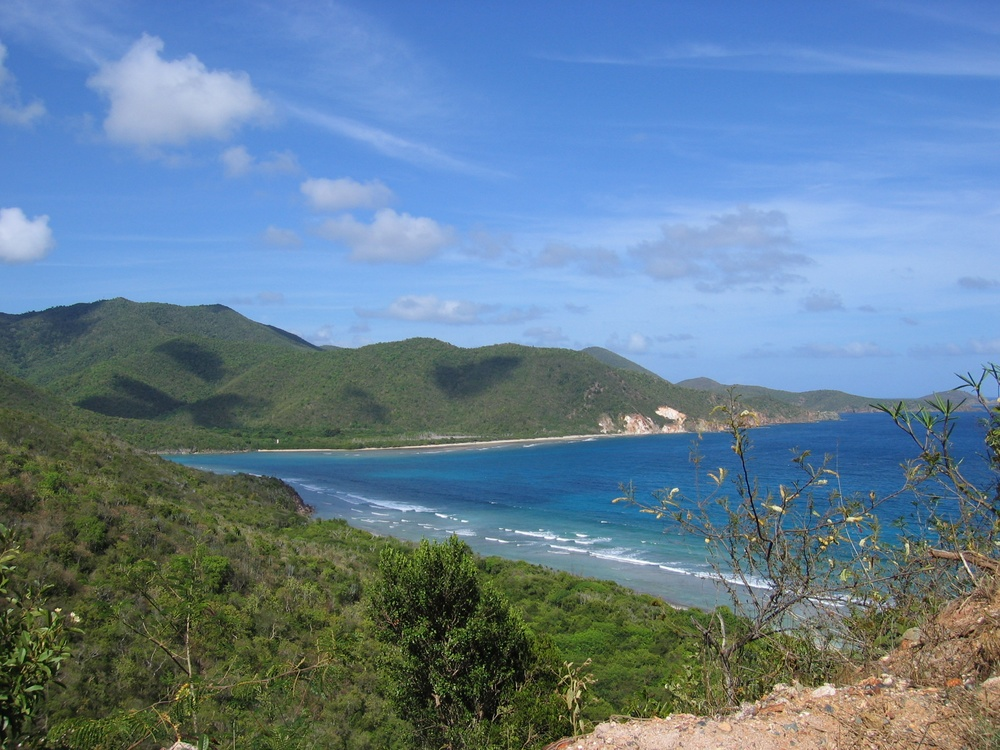
ココロバ・ポイント（Cocoloba Point）から見たリーフ湾とヴァージン諸島国立公園